# Pandanus sarawakensis
Pandanus sarawakensis är en enhjärtbladig växtart som beskrevs av Ugolino Martelli. Pandanus sarawakensis ingår i släktet Pandanus och familjen Pandanaceae. Inga underarter finns listade.